# Хамедія (нохія)
Хамедія (араб. ناحية الحميدية‎‎) — нохія у Сирії, що входить до складу району Тартус провінції Тартус. Адміністративний центр — м. Хамедія.
| Сирія | Це незавершена стаття з географії Сирії. Ви можете допомогти проєкту, виправивши або дописавши її. |